# Neosalanx anderssoni
Neosalanx anderssoni är en fiskart som först beskrevs av Hialmar Rendahl 1923.  Neosalanx anderssoni ingår i släktet Neosalanx och familjen Salangidae. Inga underarter finns listade i Catalogue of Life.